# Surface imperméabilisée

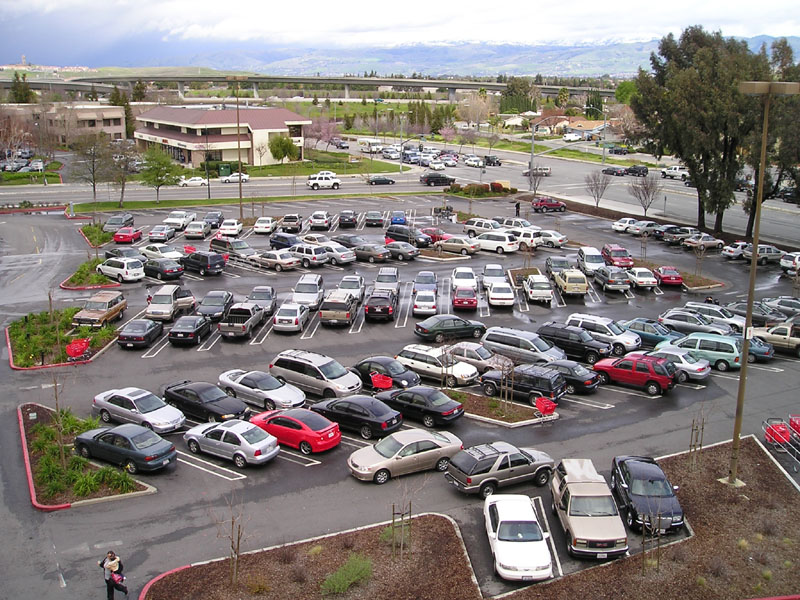
Les parkings sont très imperméables.

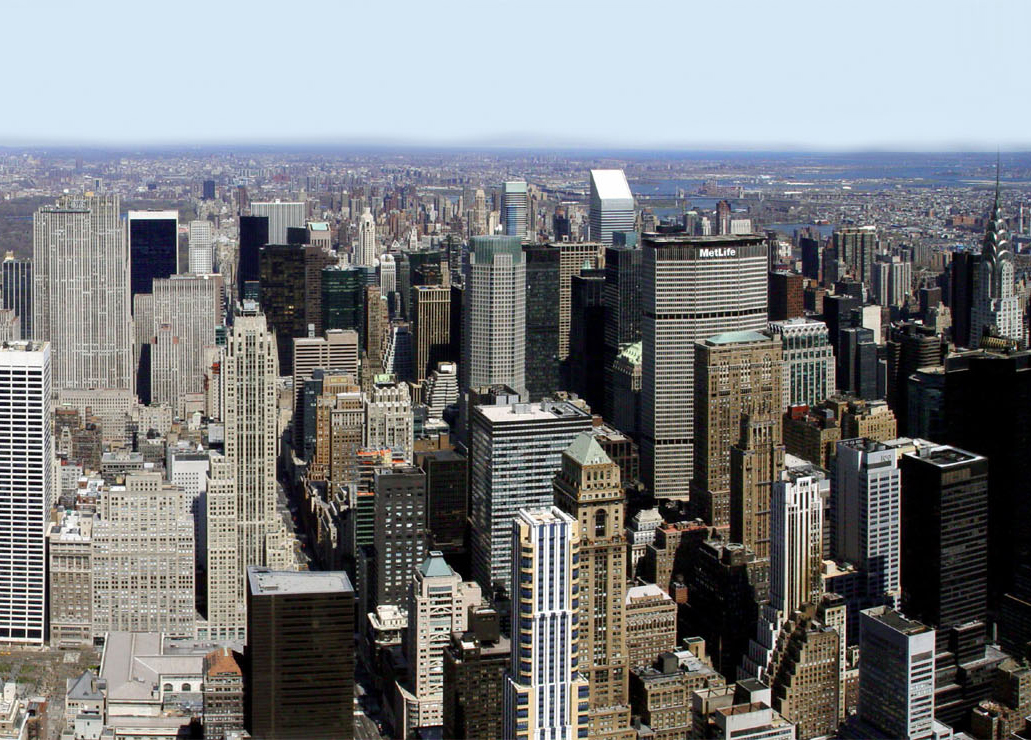
La plupart des toits urbains sont complètement imperméables.

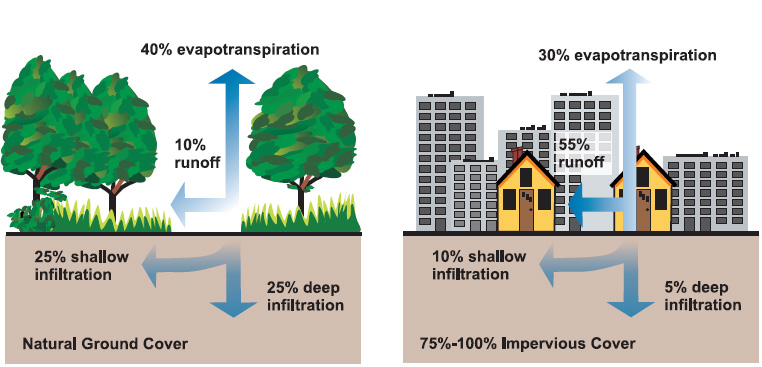
Relation entre les surfaces imperméabilisées et le ruissellement urbain.

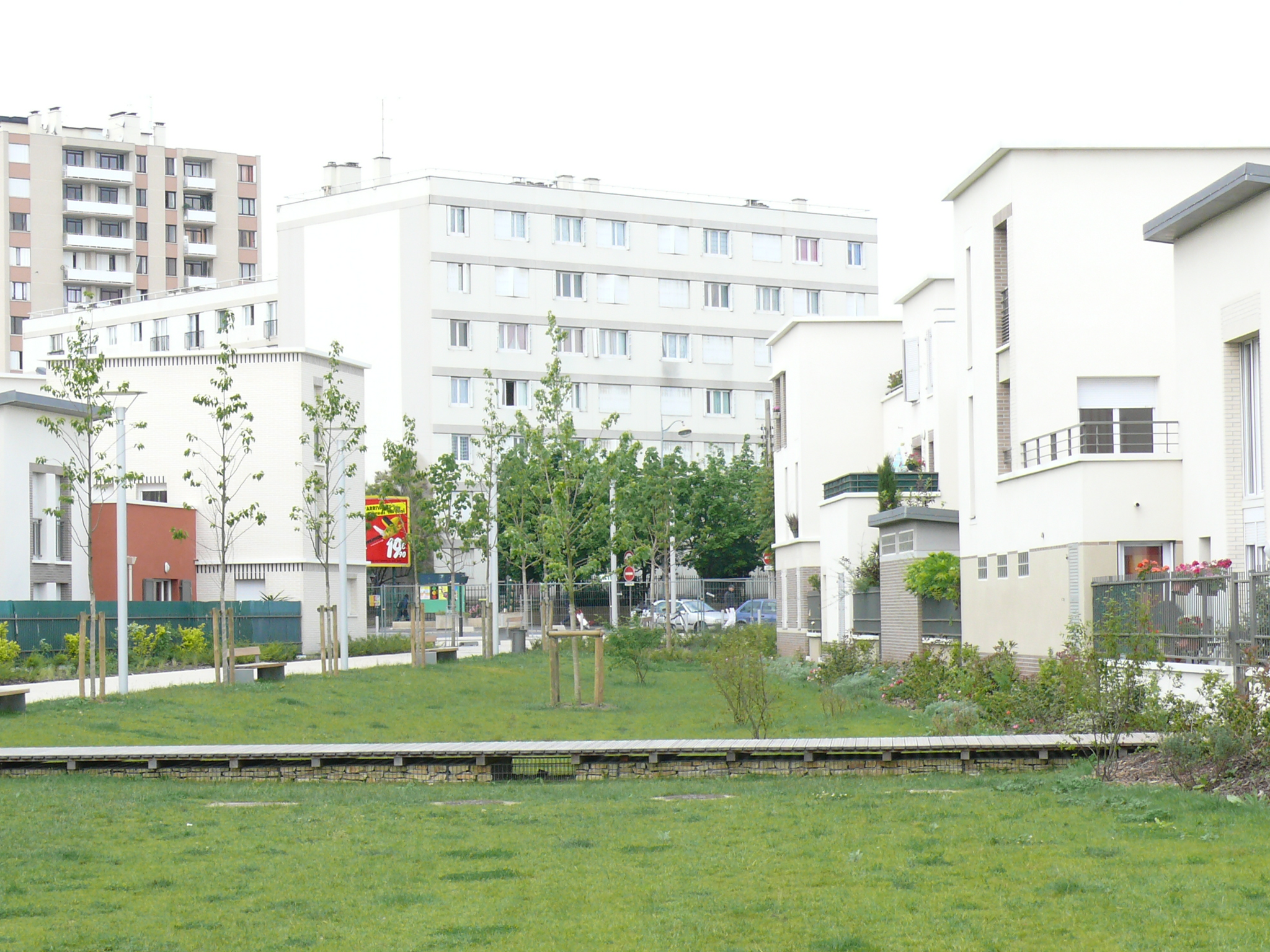
Bassin paysager d'assainissement pluvial réalisé dans la ZAC Ducos à Stains (France).

En écologie et en hydraulique urbaine, une surface imperméabilisée est une zone où le ruissellement des eaux de pluie est prédominant, et leur percolation très limitée. Il s'agit principalement des surfaces bétonnées ou bitumées : routes, parkings, bâtiments résidentiels, industriels ou de stockage. L'imperméabilisation des sols est la première cause de l'artificialisation des milieux et une des principales menaces qui pèsent sur les sols.
Les eaux de pluie ne pénétrant pas dans le sol, elles ruissellent, se chargent en polluants et sollicitent en aval les réseaux d’égouttage et saturent les installations d'assainissement des eaux usées. Elles peuvent également conduire à des crues violentes et provoquer en aval des inondations. Le ruissellement urbain est le ruissellement de surface de l'eau de pluie induit par l'urbanisation et causé par les surfaces imperméabilisées. Ce ruissellement est une source majeure d'inondations et de pollution de l'eau dans les communautés urbaines du monde entier.
L'« assainissement pluvial de surface imperméabilisée » est l'ensemble des techniques et installations visant à maîtriser le débit et l'écoulement des eaux pluviales et de ruissellement par rétention ou infiltration.
En France, la loi du 30 décembre 2006 sur la préservation des ressources en eau et des milieux aquatiques crée un double système fiscal : une taxe sur les surfaces imperméabilisées et un crédit d'impôt pour les eaux pluviales. Ce double système visait à limiter les surfaces imperméabilisées, tout en favorisant la collecte des eaux pluviales.

## Définition

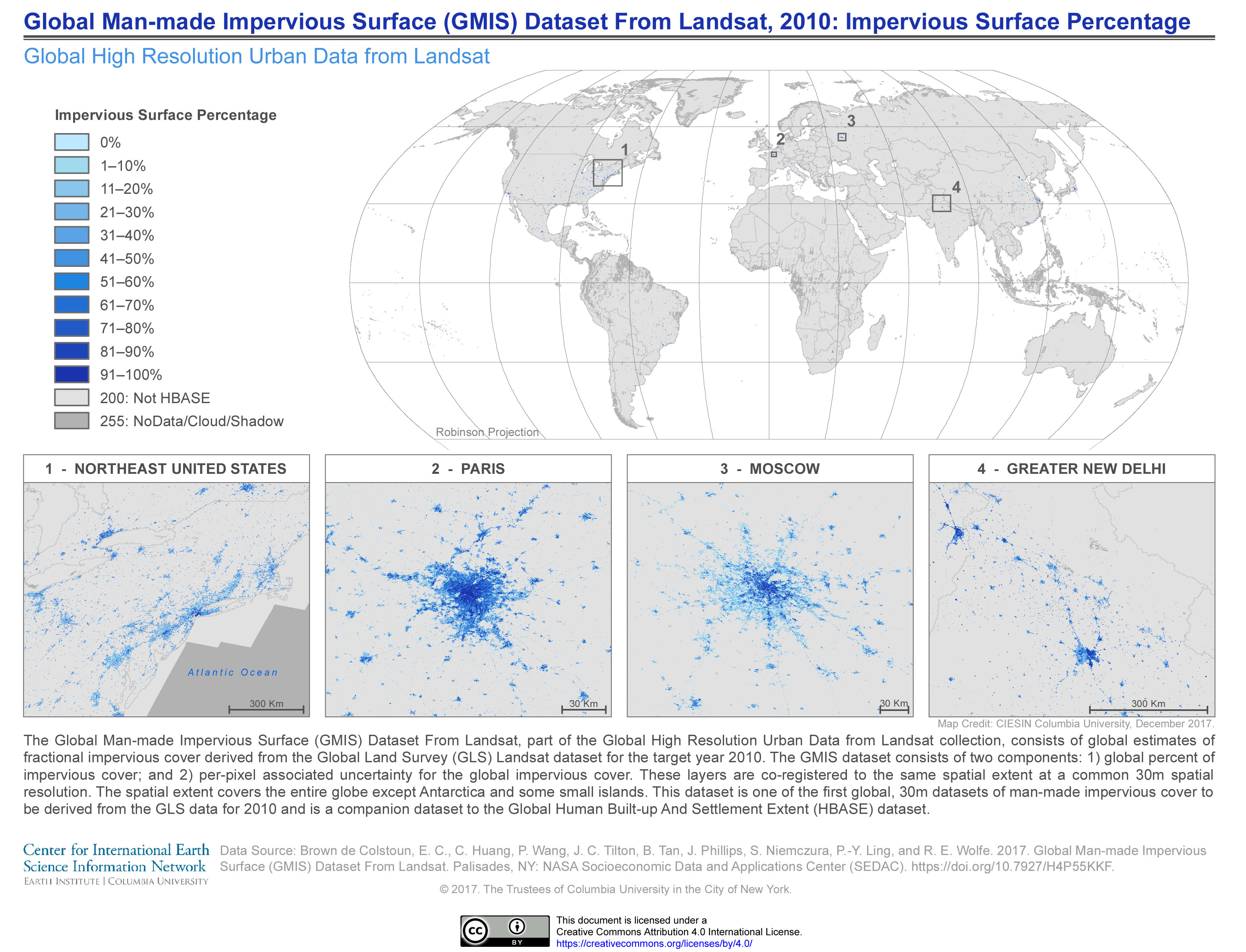
Quantification des surfaces imperméabilisées, États-Unis, Paris, Moscou, New-Delhi. À la même échelle, Paris est plus imperméabilisée que Moscou

Les surfaces imperméabilisées sont des surfaces couvertes et/ou revêtues de structures artificielles faites de matériaux imperméables (bitume, béton, brique, pierre) telles que les voies de circulations (routes, trottoirs, entrées de garages et parkings, canaux artificiels) et les zones bâties (immeubles, maisons, commerces, industries, aéroports, ports et centres de logistique et de distribution) qui utilisent des surfaces construites considérables. Les sols compactés par le développement urbain sont également très imperméables.
La couverture totale par des surfaces imperméables dans une zone particulière, telle qu'une municipalité ou un bassin versant, est habituellement exprimée en pourcentage de la superficie totale du terrain. La couverture augmente avec l'urbanisation croissante. Aux États-Unis, dans les zones rurales, la couverture imperméable ne peut être que de un ou deux pour cent. Dans les zones résidentielles, la couverture passe d'environ 10% dans les lotissements à faible densité à plus de 50% dans les communautés multifamiliales (multi-family communities). Dans les zones industrielles et commerciales, la couverture dépasse 70%. Dans les centres commerciaux régionaux et les zones urbaines denses, il est supérieur à 90%. Dans les 48 États contigus des États-Unis, la couverture imperméable urbaine atteint 110 000 km2, une superficie presque équivalente à celle de l'État de l'Ohio. Le développement continu ajoute un quart de million d'acres (1 000 km2) chaque année. Habituellement, les deux tiers de la couverture sont constitués par les trottoirs et un tiers par les toits des bâtiments.

## Impact environnemental
Tous les impacts résulteront de la minéralisation.

### Le risque d'inondations
Un des impacts environnementaux importants dus à l’imperméabilisation des surfaces sont les inondations. Le risque d’inondation est croissant du fait de l’imperméabilisation des sols parce que les eaux de ruissellement urbain n’arrivent plus à s’infiltrer rapidement dans les sols. Le réseau d’eau peut donc être vite saturé lors de fortes précipitations. Donc cette imperméabilisation des sols rend difficile l’infiltration des eaux pluviales d’orage et augmente le temps que mettent ces eaux pour rejoindre les rivières et augmente donc le risque d’inondation. Nous pouvons citer les Inondations européennes de 2016.

### Le dérèglement du cycle de l'eau
Un des impacts environnementaux dus à l’imperméabilisation des sols est le dérèglement du cycle de l’eau. Ce dérèglement du cycle de l’eau à des conséquences néfastes :
1. la diminution de l’infiltration des eaux dans le sol donc une réduction du réapprovisionnement de la nappe phréatique ;
2. une augmentation des eaux de ruissellement urbain et donc une augmentation du risque d’inondations ;
3. la filtration des sols peut être amoindrie et donc causer le transfert de polluants vers les nappes et les cours d’eau ; la concentration dans les cours d’eau des polluants urbains contenus dans les eaux de ruissellement urbain accroit.

### La dégradation de la biodiversité
Un des impacts environnementaux dus à l’imperméabilisation des sols est la dégradation de la biodiversité. Cette dégradation de la biodiversité due à l’imperméabilisation et l’artificialisation des sols, détruisent le bon fonctionnement des écosystèmes terrestres des sols. Selon l’étude Teruti-Lucas en 2017, c’est près de 0,8 % de sols qui sont artificialisées chaque année depuis 2010, cela dégrade fortement la biodiversité et notamment en ville.

### La pollution des eaux pluviales
L’imperméabilisation des sols a mené les eaux pluviales à ruisseler de manière beaucoup plus importante sur les sols artificialisés, et donc à entraîner des matières polluantes : matières organiques, métaux lourds (contenus les mégots de cigarettes par ex), hydrocarbures déposées par les voitures et camions sur la voirie et les sols de parking, , etc.). Ces eaux de ruissellement urbain sont alors polluées et participent à une pollution plus générale des eaux : la majorité des substances polluantes contenues dans les eaux pluviales parviennent du lessivage des surfaces sur lesquelles elles ruissellement et non de la qualité de l’air[réf. nécessaire]. Ces eaux polluées s’infiltrent ensuite dans les sols et donc se retrouvent dans les réserves d’eau, ce qui crée une pollution d’autant plus importante. L'assainissement pluvial des surfaces imperméabilisées assure dans certaines circonstances la collecte, le stockage éventuel et, si nécessaire, le traitement des eaux pluviales et de ruissellement lorsque la pollution qu'elles apportent au milieu aquatique risque de nuire gravement à l'efficacité des dispositifs d'assainissement.

### Le phénomène d’îlot de chaleur urbain
Un îlot de chaleur urbain est une zone où l’on peut observer une élévation ponctuelle de la température de l’air et des surfaces urbaines par rapport à l’environnement rural. Les causes de l’ilot de chaleur urbain sont multiples :
- le manque de végétation diminuant les zones d’ombres et de l’évapotranspiration ;
- l’utilisation de surfaces imperméables emmagasinant la chaleur dans la journée qui se dégage la nuit ;
- la géomorphologie de la ville : les espaces confinés créés par les bâtiments participent à la rétention de la chaleur ;
- les activités humaines sont également en cause : l’industrie, les transports ou encore la climatisation produisent énormément de chaleur.

On voit que ces îlots de chaleur urbain sont provoqués, entre autres, par l’imperméabilisation des sols et contribuent au changement climatique et à la pollution.

## Atténuation des impacts environnementaux
La couverture en surfaces imperméabilisées peut être limitée en diminuant la densité d'utilisation du sol - le nombre de maisons par are dans un lotissement) par exemple, mais cette approche déplace le problème vers d'autres terrains à l'extérieur du lotissement (Étalement urbain). Alternativement, les structures urbaines peuvent être construites différemment, pour les faire fonctionner plus comme des sols naturellement perméables; Des exemples de telles structures alternatives sont les pavages poreux (Permeable paving (en)), les toitures végétales et les bassins d'infiltration.
L'eau de pluie provenant des surfaces imperméables peut être recueillie dans des réservoirs d'eau de pluie et utilisée en remplacement de l'eau de distribution. Un exemple d'une approche systémique fondé sur la désimperméabilisation, la réutilisation et la gestion de l'eau est celui de la ville éponge.
En partie en réponse aux récentes critiques des municipalités, un certain nombre de fabricants de béton, comme Cemex et Quikrete, ont commencé à produire des matériaux perméables qui atténuent en partie l'impact environnemental du béton imperméable conventionnel. Ces nouveaux matériaux sont composés de diverses combinaisons de solides d'origine naturelle, y compris des roches et des minéraux fins à grossiers, matière organique (y compris les organismes vivants), glace, roches et précipités altérés, des solutions principalement liquides et gaz.